# Giuseppe Danise
Giuseppe Danise (Salerno, 11 gennaio 1882 – New York, 9 gennaio 1963) è stato un baritono italiano.

## Carriera
Danise, che aveva studiato con i maestri Colonnese e Petillo al Conservatorio della sua città, aveva indubbiamente appreso i dettami fondamentali della scuola ottocentesca, ma come tutti i colleghi dell'epoca ebbe a confrontarli immediatamente con l'opera verista, tant'è che il suo debutto avvenne al Teatro Bellini di Napoli in Cavalleria rusticana, nel 1906. 
Seguirono anni di tirocinio, sia in provincia sia addirittura in Russia, finché, dal 1913 in poi, cominciò ad imporsi in teatri di prestigio come il Regio di Torino diretto da Ettore Panizza con Flora Perini (Rodrigo di Posa in Don Carlos con Giuseppe Nessi e Mansueto Gaudio, re Raimondo in Isabeau con Giacomo Rimini e Gunther ne Il crepuscolo degli dei), in Arena di Verona come Amonasro in Aida diretto da Tullio Serafin con Ester Mazzoleni, Maria Gay, Giovanni Zenatello e Gaudio per l'inaugurazione della prima stagione lirica, al Teatro Regio di Parma come Rodrigo di Posa in Don Carlo diretto da Cleofonte Campanini con Amedeo Bassi ed Angelo Masini e il Massimo di Palermo, dove partecipò alla riproposta - nella nuova versione intitolata Mimì Pinson - della Bohème di Leoncavallo.
In un repertorio che dal Barbiere di Siviglia spaziava sino alla recentissima La fanciulla del West, si presentò ai pubblici di Buenos Aires, di San Paolo del Brasile e, in Italia, al Costanzi di Roma nel 1914 come Renato in Un ballo in maschera con Alessandro Bonci e Gunther ne Il crepuscolo degli dei con la Perini e nel 1915 come Valentin in Faust con Hipólito Lázaro e Nazzareno De Angelis, Barnaba ne La Gioconda con la Perini, Jack Rance ne La fanciulla del West con Ernestina Poli, Gianciotto in Francesca da Rimini (Zandonai) con Rosa Raisa e Aureliano Pertile, Amonasro in Aida con la Raisa, la Perini, Enzo De Muro Lomanto e Scarpia in Tosca (opera) con Lázaro, esordendo nella serata d'inaugurazione della stagione 1915/16 alla Scala di Milano quale protagonista de Il principe Igor diretto da Gino Marinuzzi (1882-1945) con Gilda Dalla Rizza, Fanny Anitúa e Tito Schipa e nel gennaio 1916 cogliendo un successo trionfale come Rolando ne La battaglia di Legnano, a fianco della Raisa e Giulio Crimi.
Tornò al teatro milanese in febbraio in opere diversissime come Francesca da Rimini diretto da Marinuzzi con la Raisa, Toti Dal Monte e Pertile, il Fernando Cortez di Spontini come Telasco diretto da Panizza con la Mazzoleni, Icilio Calleja e Gaudio e Siberia di Giordano, partecipando tra l'altro alla prima assoluta de Il macigno di Victor de Sabata con Carmen Melis nel 1917.
La sua carriera, però, sembrava sempre più indirizzarsi ai teatri d'oltreoceano, tanto che il debutto al Metropolitan Opera di New York non tardò ad arrivare, nel 1920, nei panni di Amonasro, cui avrebbero fatto seguito una trentina di ruoli nell'arco ininterrotto di ben dodici stagioni. Qui partecipò alle prime esecuzioni americane di Giovanni Gallurese di Montemezzi (1925) e de La fiera di Sorocinzi di Musorgskij (1930), oltre a quelle locali de Le roi d'Ys di Édouard Lalo (nel 1922, con la Ponselle e Gigli), di Andrea Chénier e di Loreley (nel 1921 e nel 1922, in entrambi i casi a fianco di Gigli e della Muzio), de I gioielli della Madonna di Wolf-Ferrari (nel 1925, insieme alla Jeritza e a Martinelli). Il suo ritorno in patria, per la stagione 1932/33, si sarebbe segnalato per alcuni successi ancora clamorosi, come quello torinese nel Lohengrin e quello scaligero in Tosca, che l'anno dopo però non si ripeté con Il trovatore, stranamente contestato dal pubblico milanese. Non a caso, dopo alcune recite - tra l'altro al San Carlo di Napoli e al Carlo Felice di Genova -, Danise decise di lasciare le scene, trasferendosi nel 1935 a New York, dove aprì una scuola di canto, alla quale si è  rivolta, tra gli altri, Regina Resnik, per perfezionare la sua trasformazione da soprano a mezzosoprano. Tra gli altri suoi studenti si ricordano Bonaldo Giaiotti, Barry Morrell e Giuseppe Valdengo. Va ricordato, inoltre, il suo legame in età avanzata con Bidu Sayão, che sposò in seguito al divorzio del celebre soprano brasiliano dall'impresario teatrale italiano Walter Mocchi, avvenuto nel 1946.

## Stile
Giuseppe Danise rappresentò un esempio emblematico del cantante di passaggio tra la vecchia e la nuova scuola, già manifestatosi con la generazione appena precedente degli Ancona, degli Scotti, dei Sammarco, ma che trovava ancora negli anni prossimi alla prima guerra mondiale gli ultimi depositari dell'antico stile ottocentesco. Il trapasso dal belcantismo romantico alla visceralità verista era stato d'altronde meno traumatico in campo baritonale rispetto agli altri registri vocali e, se i Caruso e le Burzio avevano nettamente tracciato una linea di spartiacque tra il cantante del passato e quello moderno per quanto riguardava tenore e soprano, l'esempio altrettanto importante di Titta Ruffo avrebbe manifestato i suoi effetti gradatamente e solo più tardi.
Danise fu un interprete di grande versatilità, che gli permetteva di abbracciare un repertorio vastissimo e quanto mai eterogeneo. Non era forse per l'epoca un requisito raro, visto che la maggior parte dei baritoni era solita destreggiarsi tanto nel repertorio romantico quanto in quello della Giovane Scuola. Danise era però in grado di portare nei ruoli veristi la linea sorvegliata e rigorosa di memoria ottocentesca. 
Come interprete Danise fu senza dubbio rilevante, anche se la sensazione che si può cogliere dai suoi dischi - incisi sotto etichetta Brunswick durante il soggiorno americano - resta quella di una potenzialità non completamente espressa. Infatti, al di là dell'esecuzione inappuntabile, viene spesso a mancare l'autentico abbandono, per via di una certa uniformità di suono, che tende a piegarsi al canto sfumato meno di quanto potrebbe.

## Repertorio
| Ruolo                            | Titolo                      | Autore       |
| -------------------------------- | --------------------------- | ------------ |
| Riccardo Forth                   | I puritani                  | Bellini      |
| Escamillo                        | Carmen                      | Bizet        |
| Igor'                            | Il principe Igor'           | Borodin      |
| Hermann                          | Loreley                     | Catalani     |
| Michonnet                        | Adriana Lecouvreur          | Cilea        |
| Martano                          | Il macigno                  | de Sabata    |
| Enrico Ashton                    | Lucia di Lammermoor         | Donizetti    |
| Dottor Malatesta                 | Don Pasquale                | Donizetti    |
| Alfonso XI                       | La favorita                 | Donizetti    |
| Carlo Gérard                     | Andrea Chénier              | Giordano     |
| De Siriex                        | Fedora                      | Giordano     |
| Gleby                            | Siberia                     | Giordano     |
| Napoleone Bonaparte              | Madame Sans-Gêne            | Giordano     |
| Cambro                           | Fosca                       | Gomes        |
| Gonzales                         | Il Guarany                  | Gomes        |
| Valentino                        | Faust                       | Gounod       |
| Karnac                           | Il re d'Ys                  | Lalo         |
| Tonio/Taddeo                     | Pagliacci                   | Leoncavallo  |
| Schaunard                        | Mimì Pinson                 | Leoncavallo  |
| Cascart                          | Zazà                        | Leoncavallo  |
| Compare Alfio                    | Cavalleria rusticana        | Mascagni     |
| David                            | L'amico Fritz               | Mascagni     |
| Raimondo                         | Isabeau                     | Mascagni     |
| Erode                            | Erodiade                    | Massenet     |
| Scinda                           | Il re di Lahore             | Massenet     |
| Atanaele                         | Thaïs                       | Massenet     |
| Boniface                         | Il giocoliere di Notre-Dame | Massenet     |
| Conte di Nevers                  | Gli ugonotti                | Meyerbeer    |
| Nélusko                          | L'africana                  | Meyerbeer    |
| Rivegas                          | Giovanni Gallurese          | Montemezzi   |
| Kum                              | La fiera di Soročincy       | Musorgskij   |
| Coppelius Dr. Miracle Dapertutto | I racconti di Hoffmann      | Offenbach    |
| Barnaba                          | La Gioconda                 | Ponchielli   |
| Barone Scarpia                   | Tosca                       | Puccini      |
| Jack Rance                       | La fanciulla del West       | Puccini      |
| Figaro                           | Il barbiere di Siviglia     | Rossini      |
| Guglielmo Tell                   | Guglielmo Tell              | Rossini      |
| Gran Sacerdote di Dagon          | Sansone e Dalila            | Saint-Saëns  |
| Telasco                          | Fernando Cortez             | Spontini     |
| Amleto                           | Amleto                      | Thomas       |
| Don Carlo                        | Ernani                      | Verdi        |
| Rolando                          | La battaglia di Legnano     | Verdi        |
| Rigoletto                        | Rigoletto                   | Verid        |
| Conte di Luna                    | Il trovatore                | Verdi        |
| Giorgio Germont                  | La traviata                 | Verdi        |
| Renato                           | Un ballo in maschera        | Verdi        |
| Don Carlo di Vargas              | La forza del destino        | Verdi        |
| Don Rodrigo di Posa              | Don Carlo                   | Verdi        |
| Amonasro                         | Aida                        | Verdi        |
| Jago                             | Otello                      | Verdi        |
| Federico di Telramondo           | Lohengrin                   | Wagner       |
| Gunther                          | Il crepuscolo degli dei     | Wagner       |
| Rafaele                          | I gioielli della Madonna    | Wolf-Ferrari |
| Gianciotto Malatesta             | Francesca da Rimini         | Zandonai     |